# 狼は眠らない
『狼は眠らない』（おおかみはねむらない）は、支援BISによる日本のライトノベル。『小説家になろう』にて連載されたWeb小説を元にKADOKAWAのWeb小説レーベルカドカワBOOKSより単行本化された。イラストは田ヶ喜一が担当している。また、『ヤングエースUP』（同）にて2019年2月4日から2020年9月21日まで新川権兵衛の作画でWebコミック版も連載された。

## あらすじ
数十年に一度、どこかの迷宮のボスを倒せば発生するという「黒穴」には、そこへ飛び込めば力と富を得るという伝説があった。
偶然にも「黒穴」が目の前で出現し、そんな伝説を信じて躊躇いもなく飛び込んだ冒険者レカンは、目覚めると異世界にいた。
迷宮、魔物、魔法。新たなる世界でレカンは冒険者として力をつけていく。

## 登場人物

### 主要人物
レカン
本作の主人公。元の世界にて数々の迷宮を踏破してきた戦闘の達人。迷宮踏破によって手にした能力もあり優れた観察能力を持つ。異世界においても強者としての地位を失うことなく、調薬や魔法の技術を取得しながら更なる強さを求めている。
エダ
本作のヒロイン。レカンと出会った直後は軽率な行動が目立っていたが、冒険者や施療士として活動していく中で徐々に突出した能力を見せ始め、物事に冷静に対処できる女性へと変わっていく。魔法の技術ではレカンが使えない〈睡眠〉や〈浄化〉を使うことが出来る。
シーラ
異世界においてレカンが初めて出会った師匠となる人物。レカンの魔法や調薬の技術はほぼすべてシーラから教えられたもので、シーラ自身も竜種と錯覚する程の強大な魔力を内包し、多種多様な魔法を使える。その正体は、数百年前に秘術によって人間から不老の妖魔へと変えられてしまった若い姿の女性。魔法によって老女の姿を映している。

## 既刊一覧

### 小説
- 支援BIS（著）『狼は眠らない』KADOKAWA、既刊4巻（2020年9月4日現在）
  1. 2019年1月18日発売[4]、ISBN 978-4-04-735480-7
  2. 2019年8月5日発売[5]、ISBN 978-4-04-735666-5
  3. 2020年2月4日発売[6]、ISBN 978-4-04-735880-5
  4. 2020年9月4日発売[7]、ISBN 978-4-04-736237-6

### 漫画
- 支援BIS（原作）・新川権兵衛（漫画）『狼は眠らない』KADOKAWA〈角川コミックス・エース〉、全3巻
  1. 2019年8月3日発売[8]、ISBN 978-4-04-108494-6
  2. 2020年2月4日発売[9]、ISBN 978-4-04-109231-6
  3. 2020年10月10日発売[10]、ISBN 978-4-04-110866-6